# محمد الباز (إعلامي)
محمد الباز (12 ديسمبر 1973-)، كاتب وإعلامي مصري، ورئيس تحرير جريدة الدستور، يقدم حاليآ برنامج آخر النهار على قناة النهار الفضائية المصرية، وبرنامج «مش حسبة برما» على إذاعة نغم إف إم. قدم سابقًا برنامج 90 دقيقة على قناة المحور الفضائية، وبرنامج باب الله على قناة الغد الفضائية.

## حياته
ولد محمد الباز في 12 ديسمبر 1973، بمحافظة دمياط، وتخرج في كلية الإعلام جامعة القاهرة، حيث يعمل حالياً بها كأستاذ للصحافة والإعلام، إلى جانب عمله كرئيس مجلسي إدارة وتحرير مؤسسة الدستور.

## أعماله
يعمل محمد الباز أستاذاً بكلية الإعلام بجامعة القاهرة، كما عمل رئيسا للتحرير التنفيذي بجريدة البوابة، ثم انتقل بعدها رئيسا إدارة وتحرير مؤسسة الدستور للصحافة والنشر والتوزيع، وله مؤلفات عديدة، من بينها: إسلاميات كاتب مسيحي (2010)، والإسلام المصري (2005)، وحدائق المتعة (2006)، وملوك وصعاليك (2011)، والعقرب السام (2012)، ورهبان وقتله (2018)، الصادر عن دار بتانة.
من بين أعماله أيضا كتاب «التركة الملعونة.. كتاب الأسرار» (2019)، والذي يكشف فيه الكاتب والإعلامي، محمد الباز، تفاصيل أزمة الإعلام منذ بدايتها وحتى لحظتنا الراهنة، واضعًا يده على مواطن الخلل والإجراءات الممكنة للعلاج.